# Левченко Михайло Михайлович
Михайло Михайлович Левченко (псевдоніми — Лучинський Богуслав, Лучинський Болеслав, Незначний Борис; 1830, Київ — 9 жовтня 1891 р., Київ) — український лексикограф і етнограф. Член «Старої громади».

## Життєпис
У листі до Михайла Максимовича, що зберігається в інституті рукопису Національної бібліотеки ім. В. І. Вернадського, Михайло Левченко розповідає дещо про своє життя: 
|  | Я небогатый помещик Херсонской губерніи, Ананьевского уезда Михаиль Мих.Левченко, уроженець Черниговской губерніи; служил в военной службе, а вь последнее время вь кадетскомь корпусе вь Москве; года три нахожусь вь отставке и живу себе вь д.Покровке, сь грехомь пополамь занимаюсь хозяйствомь |

Михайло Левченко був співробітником першого українського журналу «Основа», де і з'явилися його перші публікації мовознавчого характеру. Пропонує створити «Общество для разпостраненія образованія вь массы Русинского народа». Це товариство повинно видавати книжки, засновувати приходські і сільські школи, бібліотеки, а також затвердити український правопис. Помер у 1891 році у м. Київ.

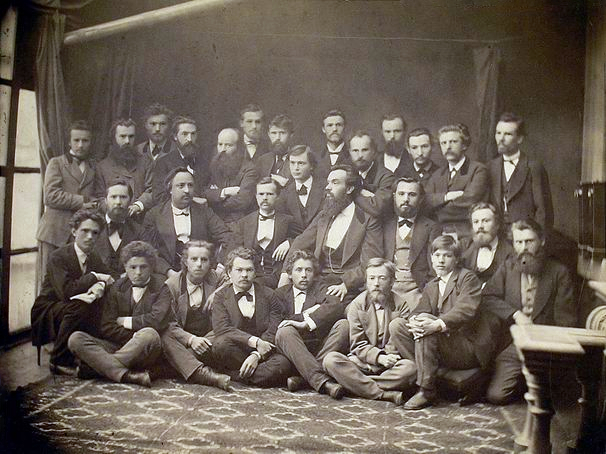
Київська «стара» громада разом зі студентською, 1874 р. Зліва направо: перший ряд: невідомо, Комарецький, невідомий представник студентської громади, Олександр Русів (скарбник), Іродіон Житецький, Волянський, Трохим Біленький, Михайло Левченко;
другий ряд: Микола Лисенко, Павло Чубинський, Іван Нечуй-Левицький, Михайло Старицький, Орест Левицький (делегат студентів при старій громаді), Діаконенко;
третій ряд: Фаворський, Михайло Драгоманів, Петро Косач (?), Білоусів, Микола Ковалевський, Пащенко, Хведір Вовк, Володимир Антонович, Микола Вербицький, Вільям Беренштам, невідомо, невідомо, Павло Житецький, невідомо.

## Статті та праці
У липні 1861 року у журналі «Основа» опублікував коротку статтю «Заметка о русинской терминологии», присвячену постановці питання про розробку наукової термінології на основі народної — загальнодоступної — мови, в тому числі української наукової термінології на основі української народної мови. У ній висловив тезу, що оскільки новітня (на відміну від середньовічної) «наука делается общим достоянием, поэтому и термины научные должны быть общепонятны». На його думку, «термины научные следует составлять в духе народного языка, так, чтобы впоследствии они могли быть приняты самим народом». Наприкінці цієї статті, обстоюючи створення україномовної термінології, проаналізував переклад 128-ми іншомовних термінів і запропонував до них відповідники із живої народної мови, додавши короткий словник. Наприклад: «алкоголь» — «винець», «полюс» — «бігун», «фабрика» — «виробня», «граматика» — «мовниця», «математика» — «численниця», «квадрат» — «двукрат», «куб» — «трикрат», «астрономія» — «зірниця», «орбіта» — «обіжниця», «арифметика» — «щотниця», «алгебра» — «німа щотниця, або німощот», «алегорія» — «інослов» і т. д.). Михайло Левченко був співробітником журналу «Основа», де і з'явилися його перші публікації мовознавчого характеру. Крім «Заметка о русинской терминологии», він опублікував низку інших мовознавчих стастей, «Места жительства и местные названія русинов в настоящие время» (1861, № 1). В той час, коли гостро постає питання про українську термінологію, ці публікації були спробами сформулювати основні правила укладання галузевих словників.
За основу перекладу М. Левченко брав первинне значення терміна у мові-донаторі, наприклад: «орфографія» (від грец. «правопис») — «писовня», тобто автор дбав про те, щоб наблизити термінологію до розуміння широкими колами споживачів, у тому числі й неосвічених. Це, звичайно, позитивна сторона намагань автора. Але водночас українська наукова мова втрачала зв'язок із науковими мовами інших розвинених культур — німецькою, французькою, англійською, тобто прирікалась на автаркію — замкненість, окремішність розвитку. А це могло зашкодити входженню україномовних дослідників у культурний простір інших країн.
Другий недолік пропонованих автором відповідників-термінів полягає у недостатньому врахуванні їхніх мовних властивостей. Наприклад, «зірниця», що, на думку М. Левченка, є відповідником до терміна астрономія, є невдалим через його омонімічність до загальновживаного слова, що має три значення:
1) ранішня чи вечірня зірка (поет.); 2) зоря (Уже зірниця на небі ясно зайнялась — Шевч.); 3) відсвіт блискавки (Спалахнула далека зірниця — Леся Українка).
У 1862 р. у журналі «Основа» опубліковано статтю П. Єфименка «По поводу заметки г. Левченка о русинской терминологии», який підтримав М. Левченка і подав власні українські відповідники до іншомовних термінів. Серед них: «автограф» — «самопис», «аксіома» — «самоправда», «аналогія» — «подобенство» (тут вжито калькування з грецьких слів), «алея» (від фр. «aller» — іти) — «хідник».
У 1874 році оприлюднив у Києві працю «Опыт русско-украинского словаря» (це був перший російсько-український словник, реєстр якого містив понад 7500 російських і близько 9000 українських слів; тривалий час він був єдиним підручником української лексики і, за характеристикою А. Кримського, «відслужив велику службу українцям»). Як висловився Борис Грінченко мета Левченкового словника: «запомогти нашій помоскаленій інтелігенції вивчити свою мову». До української частини цього словника увійшли переважно південно-східного наріччя та слова з творів українських письменників. Окремими реєстрами виділені «Личные имена южноруссов» та «Географические имена».
Словник Михайла Левченка «Опыть русско-украинского словаря» надруковано в Києві у 1874 році в «Типографії Губернскаго Управленія», що була заснована у 1799 році. «В возникшей Губернской типографіи печатались преимущественно служебныя бумаги и афиши». Типографія містилася у підвальному приміщенні в будівлі «Присутственных мест» на Софіївській площі.
Цей словник був важливим здобутком української лексикографії, оскільки з'явився після Валуєвського циркуляра 1863 року, в період жорстоких утисків проти української мови. Робота над словником, матеріали якого автор збирав з української народної мови та творів українських письменників, тривала більше десятиліття.
Словник Левченка має такі складові частини: передмова (С. І — IV); основна частина (С. 1 — 181); «Личные имена южноруссов» (С. 182—186) ; «Географические имена» (С. 187—188), а також додатки — «Важнейшие опечатки» (С. 1, 2)
З авторської передмови дізнаємося дещо про джерельну базу словника: «…самый важный матеряль доставиль мне словарь Закревского (в его книге — Старосвітскій Бандуриста), Піскунова (Словниця) или в сочиненіях Нечуя. Очень много и весьма интересных словь сообщил мне Алек. Конст. Павловь. Пользовался… Энеидою (Котляревського)…»
В основній частині більше 7 з половиною тисяч російських слів, тлумачених більше як 9 тисячами українських відповідників. Однак у словнику відсутні окремі слова, широко вживані на той час. Російські слова подаються без наголосів, на відміну українських, крім тих випадків, де не можна було поставити наголос через технічні причини: наголошене «і».
Для перекладу російських реєстрових слів Левченко додержувався переважно найпоширенішого власне українського наріччя (тобто південно-східного) і рідко брав слова з поліського та галицького наріччя.
У 1875 році у 5-му томі «Записок Юго-Западного отделения императорского Русского географического общества» побачила світ його розвідка «Кілька даних про житла та їжу південнорусів». Написав і опублікував низку інших етнографічних праць.
18 червня 1891 року Михайло Левченко пише листа до Олександра Кониського, в якому засвідчує, що має намір перевидати свій словник.
У Левченко хотів подати новий словник на одержання Костомарівської премії, заснованої при Російській академії наук на видання підручників для народу українською мовою (4000 крб). Але цю справу йому не вдалось довести до кінця — 9 жовтня 1891 р. він помер.